# Châtillon-sur-Oise
Châtillon-sur-Oise ist eine französische Gemeinde mit 125 Einwohnern (Stand 1. Januar 2022) im Département Aisne in der Region Hauts-de-France (vor 2016 Picardie). Sie gehört zum Arrondissement Saint-Quentin, zum Kanton Ribemont und zum Gemeindeverband Val de l’Oise.

## Geografie
Die Gemeinde Châtillon-sur-Oise liegt an der Oise und am parallel verlaufenden Sambre-Oise-Kanal, rund 15 Kilometer südöstlich von Saint-Quentin und 40 Kilometer von Laon entfernt. In Châtillon überquerte eine Römerstraße den Fluss Oise. Nachbargemeinden von Châtillon-sur-Oise sind Sissy im Norden und Nordosten, Ribemont im Südosten, Séry-lès-Mézières im Süden sowie Mézières-sur-Oise im Westen.

## Bevölkerungsentwicklung
| Jahr                       | 1962 | 1968 | 1975 | 1982 | 1990 | 1999 | 2010 | 2021 |
| Einwohner                  | 178  | 181  | 119  | 121  | 139  | 128  | 129  | 124  |
| Quellen: Cassini und INSEE |      |      |      |      |      |      |      |      |

## Sehenswürdigkeiten

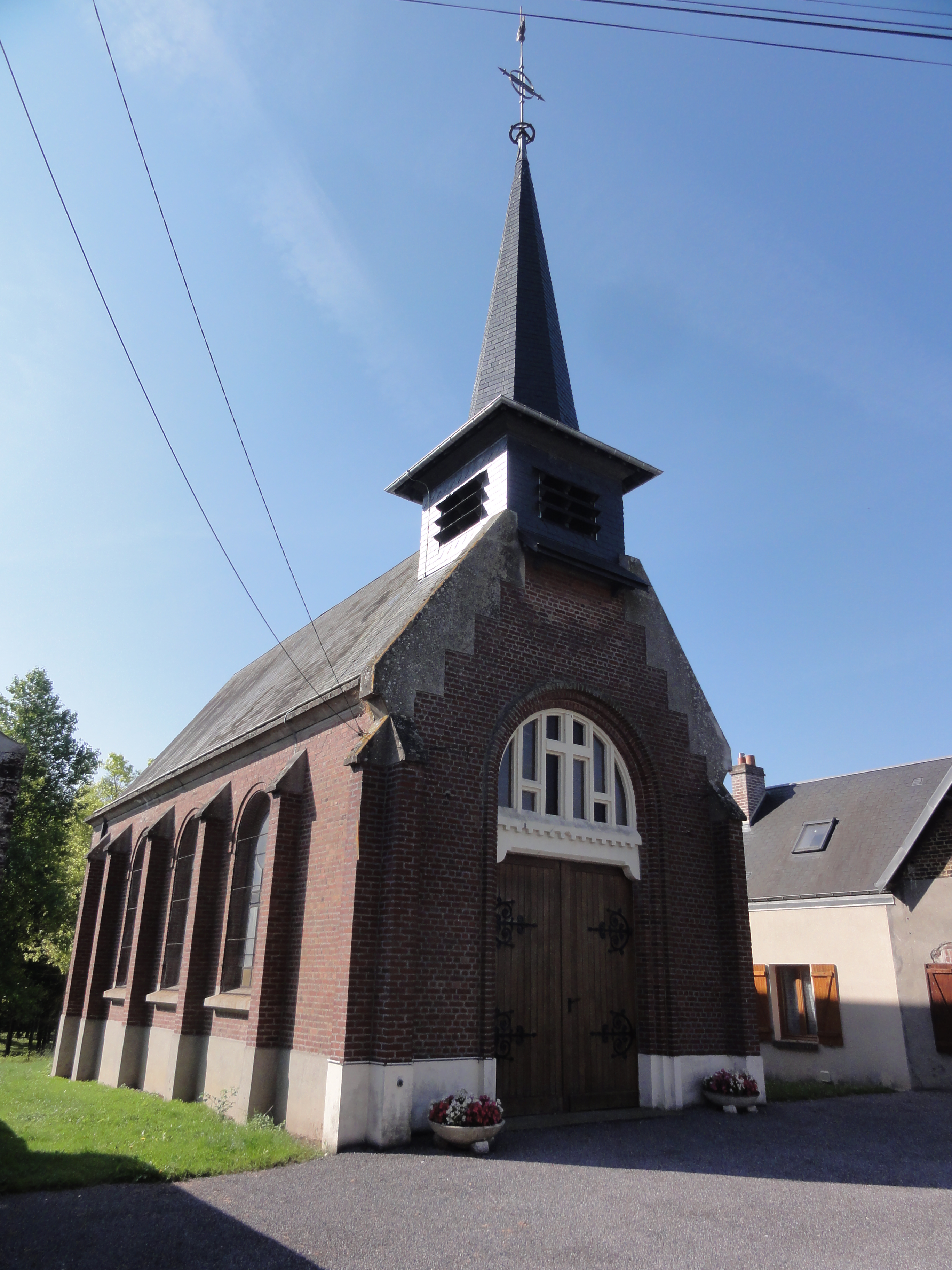
Kirche Sainte-Marie-Madeleine
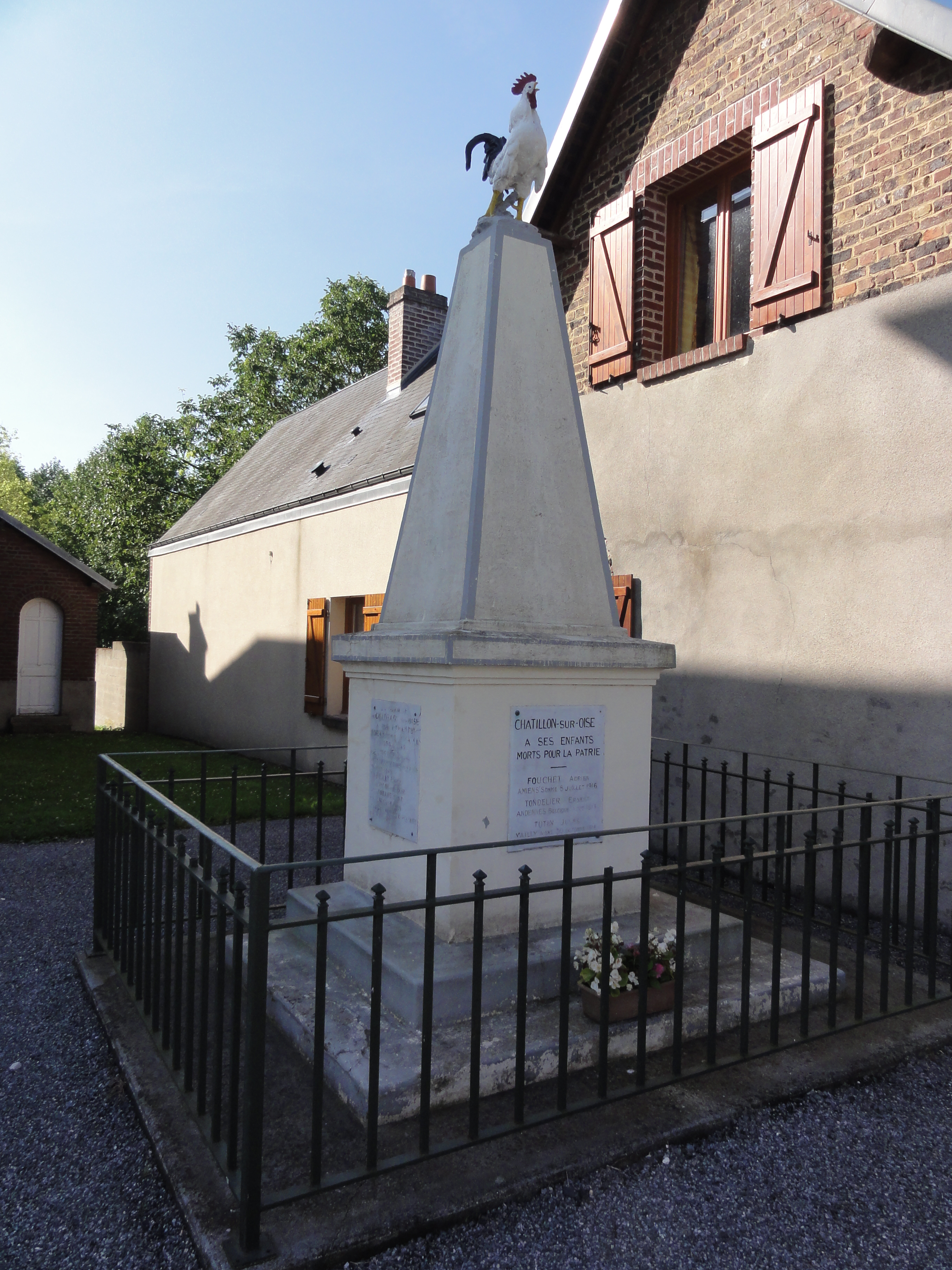
Gefallenendenkmal

- Kirche Sainte-Marie-Madeleine
- Gefallenendenkmal